# IC 4386
IC 4386 — спиральная галактика типа SBd в созвездии Центавр.
Этот объект входит в число перечисленных в оригинальной редакции «Нового общего каталога».